# Hongzesjön
Hongzesjön är en sjö i Jiangsu-provinsen i östra Kina som omges av städerna Suqian och Huai'an. Sjön är Kinas fjärde största sötvattensjö och bevattnas av Huaifloden. Sjön har givit namn åt det intilliggande häradet Hongze.